# Muziekmuseum De Harmonie
Muziekmuseum De Harmonie is een museum in het Koekelare in West-Vlaanderen. Het is gevestigd naast het Lange Max Museum op de Lange Max-site.
De Harmonie richt zich op honderd jaar geschiedenis van de fanfare, in het bijzonder van de Koninklijke Fanfare Sint Cecilia. Dit korps werd in 1911 opgericht en speelt sinds ca. 2012/2014 niet meer. In het museum zijn instrumenten en kostuums te zien die door het korps werden gebruikt. Verder worden er foto's, affiches en andere stukken getoond.